# Hungry Horse
Hungry Horse és una concentració de població designada pel cens dels Estats Units a l'estat de Montana. Segons el cens del 2000 tenia 934 habitants.

## Demografia
Segons el cens del 2000, Hungry Horse tenia 934 habitants, 346 habitatges, i 237 famílies. La densitat de població era de 194,9 habitants per km².
Dels 346 habitatges en un 37% hi vivien nens de menys de 18 anys, en un 50,6% hi vivien parelles casades, en un 11% dones solteres, i en un 31,5% no eren unitats familiars. En el 24,3% dels habitatges hi vivien persones soles el 4,9% de les quals corresponia a persones de 65 anys o més que vivien soles. El nombre mitjà de persones vivint en cada habitatge era de 2,7 i el nombre mitjà de persones que vivien en cada família era de 3,2.
Per edats la població es repartia de la següent manera: un 30,3% tenia menys de 18 anys, un 7,9% entre 18 i 24, un 31,3% entre 25 i 44, un 23,7% de 45 a 60 i un 6,9% 65 anys o més.
L'edat mediana era de 35 anys. Per cada 100 dones de 18 o més anys hi havia 115,6 homes.
La renda mediana per habitatge era de 26.550 $ i la renda mediana per família de 28.523 $. Els homes tenien una renda mediana de 30.197 $ mentre que les dones 16.607 $. La renda per capita de la població era de 10.530 $. Aproximadament el 18,1% de les famílies i el 29,7% de la població estaven per davall del llindar de pobresa.

## Poblacions més properes
El següent diagrama mostra les poblacions més properes.